# Brandy Ledford

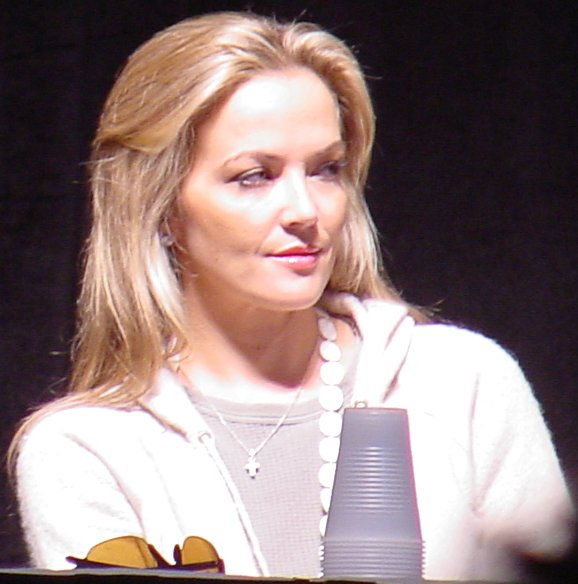
Brandy Ledford durante el Dragon Con 2006.

Brandy Lee Ledford (Denver, Colorado, 4 de febrero de 1969), también conocida como Jisel y como Brandy Sanders, es una actriz, modelo y portada de revista estadounidense. Aun habiendo muchos más, los papeles por los que es recordada son los que interpretó en las series: Los vigilantes de la playa, El hombre invisible y Andrómeda; Primando justamente las series de ciencia ficción, género del cual ella misma es una gran aficionada.
En sus comienzos, como modelo, en la revista Penthouse llegó a ser proclamada Pet del año 1992.

## Filmografía

### 1ª Época
- Penthouse: Fast Cars Fantasy Women (video) (1991) as Jisel
- Penthouse Pet of the Year Play-Off 1991 (video) (1991) as Herself - Penthouse Pet of the Year
- Penthouse Satin & Lace (video) (1992) as Herself - Penthouse Pet of the Year (como Jisel)
- Penthouse Satin & Lace II: Hollywood Undercover (video) (1993) as Herself - Penthouse Pet of the Year
- Penthouse: 25th Anniversary Pet of the Year Spectacular (video) (1994) as Herself - Penthouse Pet of the Year
- Penthouse Dreamgirls (video) (1994) as Herself - Penthouse Pet of the Year

### Un paso adelante
- Indecent Behaviour (1993) como Elaine Croft (acreditada como Brandy Sanders)
- Demolition Man (1993) como "Número equivocado" en el vídeo-teléfono (acreditada como Brandy Sanders)

### 2ª Época
- Medias de seda o Silk Stalkings (serie de TV) (4a Temporada) episodio "Vengeance" (1994) como Tamara Knight (acreditada como Brandy Sanders)
- National Lampoon's Last Resort (Película directa a vídeo) (1994) como Sirena (acreditada como Brandy Sanders)[2][3]
- The George Carlin Show (serie de TV) (2a Temporada) episodio 'George Runs Into an Old Friend' (1994) como Tammi
- Marea alta o High Tide (serie de TV) (2a Temporada) episodio 'The Grind' (1995) como Sandra Peck (acreditada como Brandy Sanders)[4]
- Walker, Texas Ranger (serie de TV) episodio 'Point After' (1995) como Lisa Burns
- Matrimonio con hijos o Married... with Children (serie de TV) episodio 'The Naked and the Dead, But Mostly the Naked' (1995) como Brandi (acreditada como Brandy Sanders)
- Killing for Love (1995) como Celena
- Fracture (cortometraje) (1996) como Esposa #2
- Blue Devil, Blue Devil (1996)
- Irresistible Impulse (video) (1996) as Heather McNeill (as Brandy Sanders)
- Pier 66 (1996) (TV) as Alex Davies
- Panic in the Skies! (1996) (TV) as F.A. Charlene Davis
- Fast Track (serie de TV) en 23 episodes (1997-1998) como Mimi Chandler
- First wave (serie de TV), episodio 'Cul-De-Sac' (1998) como Michelle, mujer extraterrestre
- Welcome to Paradox (serie de TV), episodio 'Our Lady of the Machine' (1998) como Sargento Darcy
- Más allá del límite o The outer limits (serie de TV) (4a Temporada) episodio 'Nightmare' (1998) como Dra. Elana Chomsky
- Poltergeist: The Legacy (serie de TV) episodio 'Gaslight' (1999) como Vicky
- Viper (serie de TV), episodio 'Tiny Bubbles' (1999) como Tina Bloom
- The Drew Carey Show (serie de TV) episodio 'DrugCo' (1999) as Model
- Search Party (serie de TV) episodios 'Search Party Marathon (Honolulu)' (1999), 'Hawaii (II)' (1999), 'Hawaii (III)' (2000) como Famosa en Concurso (as Brandy Ledford)
- We All Fall Down (2000) como la Mujer Final
- My Five Wives (2000) como Blanche
- Just Candy (2000)
- Baywatch (serie de TV) en 22 episodes (2000) como Dawn Masterton
- First Target (2000) (TV) como Kelsey Innes
- Separate Ways (2001)
- Zebra Lounge (2001) como Wendy Barnet
- Ratas a la carrera (2001) como Vicky
- Strange Frequency (serie de TV), episodio 'Disco Inferno' (2001) como Christine
- The Invisible Man (serie de TV) en 17 episodes (2001-2002) como Alex Monroe
- Smallville (serie de TV), episodio 'Stray' (2002) como Mrs. Gibson
- Perdida en su memoria o We'll Meet Again (2002) como Molly Lasch
- The Ice Men (2004) como Renee
- Faultline (2004) (TV) como Lynn Larson McAllister
- Stargate SG-1 (serie de TV) (8a Temporada) episodio 'Endgame' (2004) como Zaren
- Cold Squad (serie de TV) (7a Temporada) episodio 'No Life Like It' (2004) como Cori Thompson

Logo de la serie Andrómeda.

- Behind the Camera: The Unauthorized Story of 'Charlie's Angels' (2004) (TV) como Candy Spelling
- Andrómeda (serie de TV) (5a Temporada) en 20 episodios (2005) como Doyle
- Stargate Atlantis (serie de TV) (2a Temporada) episodio 'Inferno' (2006) como Norina
- Whistler (serie de TV) (1.ª Temporada) en 8 episodios (2006-2007) como Shelby Varland
- La ira de una mujer o A Woman's Rage o The Love of Her Life (2008) como Kathryn Brown
- Modern Family (serie de TV) episodio "The Bicycle Thief" (2009) como Desiree
- NCIS: Los Ángeles (serie de TV) episodio "Drive" (2013) como Allison Hall

## Premios

### Premios Gemini
| Año  | Categoría                                                          | Serie    | Resultado |
| ---- | ------------------------------------------------------------------ | -------- | --------- |
| 2007 | Mejor actuación de una actriz como invitada en una serie dramática | Whistler | Nominada  |

### Premios Leo
| Año  | Categoría                                                  | Serie    | Resultado |
| ---- | ---------------------------------------------------------- | -------- | --------- |
| 2007 | Mejor actuación de reparto femenino en una serie dramática | Whistler | Nominada  |

## Curiosidades
- Es cinturón verde en Thai boxing.

- Ledford actualmente es una devota cristiana y describió a Jesús como "el gran amor de su vida".[7]